# Rakovski Roese
Rakovski Roese (Bulgaars: ФК Раковски Русе) was een Bulgaarse voetbalclub uit Roese. 

## Geschiedenis
De club werd opgericht in 1927 na een fusie van de clubs Pobeda, Titsja en Roesenets. In 1929 werd de club regionaal kampioen en nam deel aan de eindronde om de landstitel, waar ze in de halve finale verloren van Sjiptsjenski sokol Varna. Een jaar later nam de club opnieuw deel maar verloor toen in de eerste ronde van Han Omoertag Sjoemen. In 1948 werden de activiteiten gestaakt. 
In 1991 werd de club heropgericht. De club promoveerde in 1994 naar de tweede klasse en werd daar meteen tweede achter Spartak Varna. De club speelde een play-off voor promotie, die ze wonnen van Maritsa Plovdiv. Het volgende seizoen in de hoogste klasse eindigde de club samen met Sjoemen op een degradatieplaats, maar werd gered door een beter doelsaldo. Het volgende seizoen werd een complete catastrofe en de club behaalde maar één punt en kreeg 110 goals om de oren. Het volgende seizoen fuseerde de club met het inmiddels in derde klasse verzeilde Doenav Roese en speelde in 1997/98 als Rakovski-Doenav Roese. Er volgde een tweede degradatie op rij en de fusie werd ontbonden en een jaar later ook Rakovski.  